# جیمی کمپل (بازیکن فوتبال اهل انگلستان)
جیمی کمپل (انگلیسی: Jamie Campbell؛ زادهٔ ۲۱ اکتبر ۱۹۷۲) بازیکن فوتبال اهل بریتانیا است.
از باشگاه‌هایی که در آن بازی کرده‌است می‌توان به باشگاه فوتبال استیونج اشاره کرد.